# Ministerie van Financiën

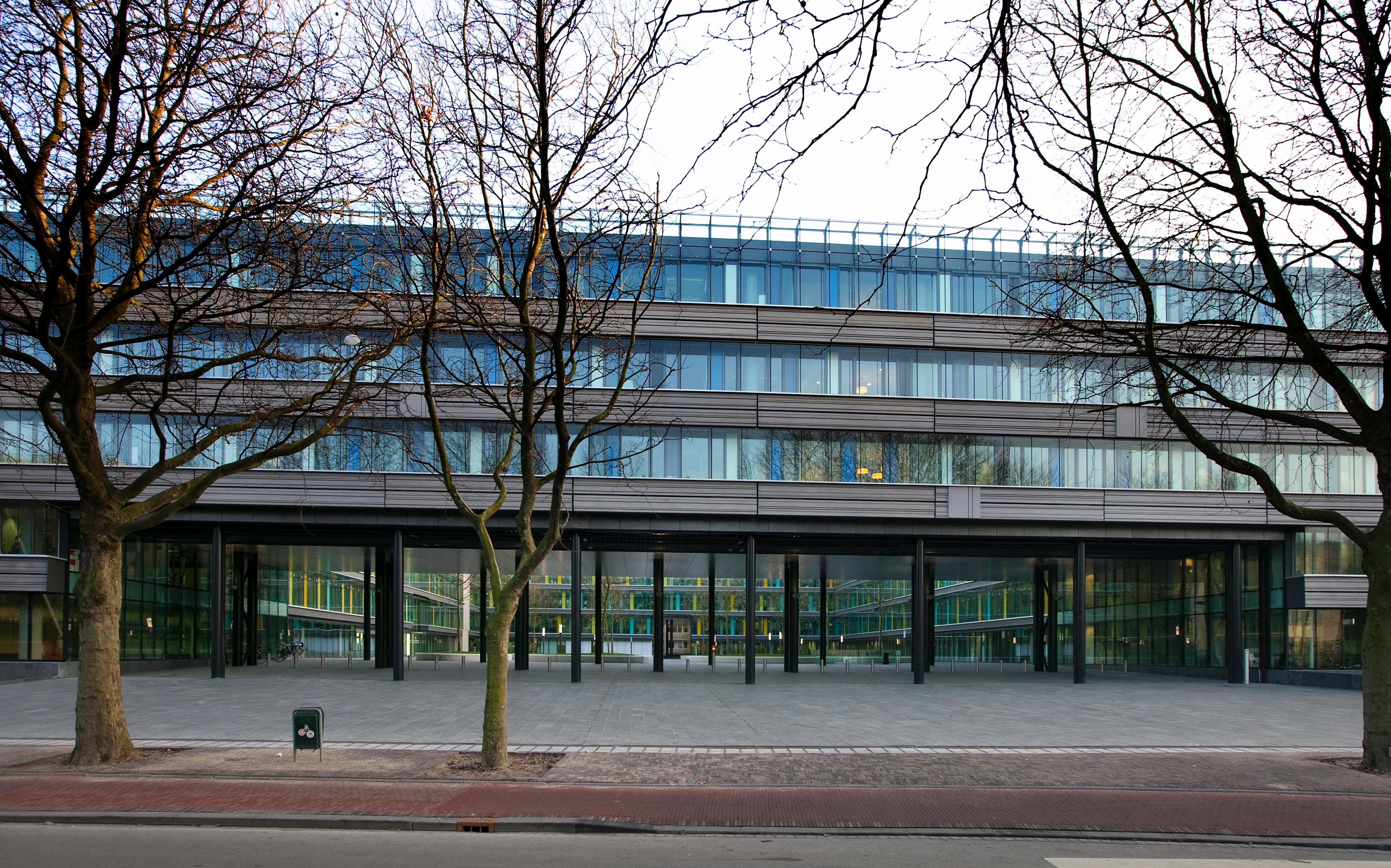
Ministeriumsgebäude in Den Haag

Das ministerie van Financiën (deutsch: Ministerium der Finanzen) ist das Finanzministerium der Niederlande. Eelco Heinen (VVD) ist seit dem 2. Juli 2024 Minister der Finanzen. Die Staatssekretäre sind Folkert Idsinga und Nora Achahbar (beide NSC). Insgesamt arbeiten 31.800 Mitarbeiter im Finanzministerium, davon mehr als 30.000 bei der Steuerverwaltung (Belastingdienst).

## Geschichte
Das Finanzministerium ist eines der ältesten Ministerien der Niederlande (zusammen mit den Ministerien für auswärtige Angelegenheiten, Inneres, Justiz und Verteidigung). Das Finanzministerium wurde 1798 zur Zeit der Batavischen Republik gegründet.
Die Schaffung des Finanzministeriums fiel mit dem Inkrafttreten der Staatsregeling voor het Bataafsche Volk 1798 zusammen. Diese Staatsregeling gilt als die erste Verfassung der Niederlande und führte zur Auflösung der Republik der Sieben Vereinigten Provinzen und zur Schaffung eines Einheitsstaates. In der Staatsregeling wurde eine Reihe von Agenten (Ministern) eingestellt, darunter ein Agent van Financiën. Der erste Agent van Financiën war Alexander Gogel. Unter seiner Führung wurde das erste nationale Steuersystem entworfen, das 1806 eingeführt wurde. Mit diesem Steuergesetz beabsichtigte Alexander Gogel einen Ausgleich der Steuerbelastung in den verschiedenen Provinzen. Außerdem wurde ein zentraler öffentlicher Dienst für die Steuerverwaltung geschaffen.
Die Annexion der Niederlande durch Napoleon im Jahr 1810 hat die Kontinuität des Instituts für die Verwaltung der Staatsfinanzen nicht beeinträchtigt. Der Prinz von Oranien, der nach der Niederlage Napoleons in die Niederlande zurückkehrte, richtete am 1. Januar 1814 „angesichts der dringenden Notwendigkeit, der Finanzverwaltung eine geregelte Form zu geben und unter dem Gesichtspunkt der finanziellen Einheit alle Verwaltungen zu konzentrieren und einer allgemeinen Leitung und Überwachung zu unterstellen, sowie den Einzug der Steuern zu gewährleisten, sodass die Staatskasse gestärkt und jede Unordnung und jeder Betrug verhindert wird“, ebenfalls ein Departement für die Staatsfinanzen ein.
Dem Finanzminister wurde zunehmend eine Aufsichtsfunktion über die Ausgaben der anderen Ministerien auferlegt. So legte der Finanzminister am Prinsjesdag im Jahr 1906 den Generalstaaten eine Nota betreffende den toestand van ’s Lands financiën vor. Dieser Bericht ging als die erste miljoenennota in die Geschichte ein. Im Jahr 1927 wurde das erste Komptabilitätsgesetz (Comptabiliteitswet) verabschiedet. Dieses Gesetz übertrug dem Finanzminister eine Aufsichtsfunktion über die Haushalte aller Ministerien.
Im Jahr 1959 kam das Allgemeine Staatssteuergesetz (Algemene wet inzake rijksbelasting, AWR) zustande, das Bürgern unter anderem die Möglichkeit gab, Einspruch oder einen Rechtsbehelf gegen einen Steuerbescheid einzulegen.

## Aufgaben
Das Ministerium der Finanzen ist für die Finanz- und Wirtschaftspolitik des Landes, die Verwaltung der Staatsfinanzen und die Finanzmarktpolitik verantwortlich. Das Ministerium spielt eine zentrale Rolle bei der Aufstellung des Staatshaushalts und der Überwachung der Haushaltsausgaben. Das Ministerium ist außerdem verantwortlich für die Steuerpolitik, die Steuergesetzgebung und die Durchsetzung dieser Gesetze.

## Organisation

### Abteilungen
Das Finanzministerium besteht aus den folgenden Abteilungen:
- Generaldirektion für die Steuer- und Zollverwaltung: Umsetzung der Steuer- und Zollgesetzgebung
- Generaldirektion für Steuerfragen: Entwicklung der Steuerpolitik
- Generaldirektion Staatshaushalt: Koordination der Haushaltspolitik der Regierung
- Generale Thesaurie: Finanz- und Wirtschaftspolitik
- Zentrale Direktionen: Unterstützung der Generaldirektionen

### Untergeordnete Behörden

Logo des Belastingdienst

- Steuerverwaltung (Belastingdienst)
- Zollverwaltung (Douane)
- Zuschussverwaltung (Toeslagen)
- Schatzamt (Agentschap van de Generale Thesaurie)
- Verwaltung der beweglichen Sachen im Besitz des Staates (Domeinen Roerende Zaken)
- Staatsakademie für Finanzen und Wirtschaft und Betriebsführung (Rijksacademie voor Financiën en Economie en Bedrijfsvoering)
- Rechnungsdienst des Staates (Auditdienst Rijk)

## Dienstsitz

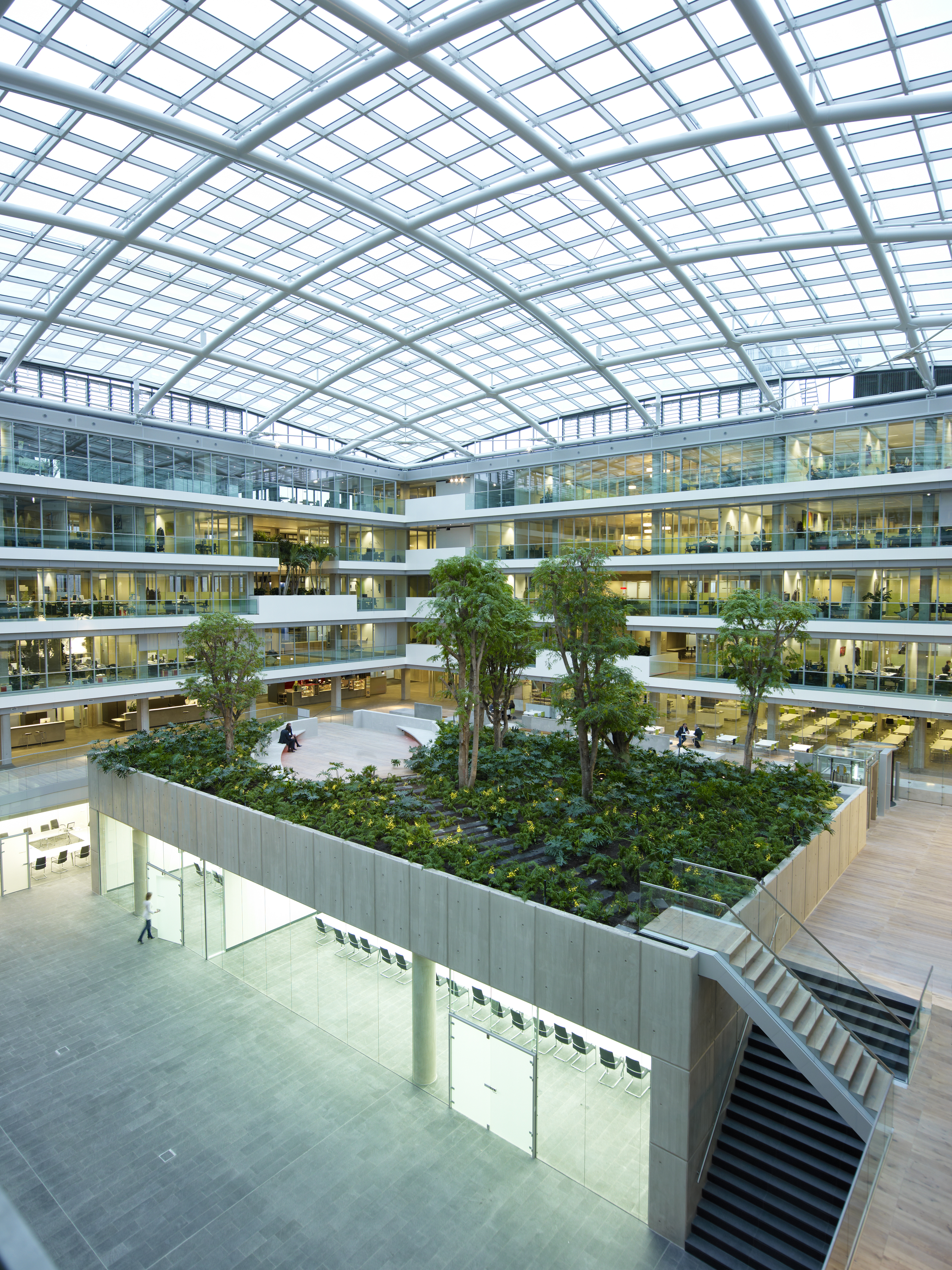
Atrium, Sitzungssäle und der kleine Garten

Der Dienstsitz des Finanzministeriums befindet sich in der Korte Voorhout 7 in Den Haag. Der Komplex wurde vom leitenden Regierungsarchitekten Jo Vegter und seinem Assistenten Mart Bolten entworfen und in den 1970er Jahren auf einer freien Fläche errichtet, die durch die Zerstörung des Justizpalasts bei der Bombardierung des Bezirks Bezuidenhout im März 1945 entstanden war. Das Gebäude hatte vor seiner Renovierung nach außen hin eine relativ geschlossene, strenge Architektur, die durch die Verwendung von unbehandeltem Beton in den Fassaden verstärkt wurde. Das Innere des Gebäudes war von zwei weitläufigen Gärten geprägt. Die Architekten wurden vom Brutalismus inspiriert.
Im Auftrag der staatlichen Baubehörde wurde dieses Gebäude von 2007 bis 2008 über eine öffentlich-private Partnerschaft grundlegend renoviert. Während der Renovierung befand sich das Ministerium im Prinsenhof im Bezirk Bezuidenhout. Ende 2008 zog die erste Abteilung wieder in das renovierte Gebäude ein. Das derzeitige Gebäude hat einen offeneren, transparenteren Charakter erhalten: von außen sind der Wintergarten an der Ecke und ein kleinerer Garten im obersten Stockwerk zu sehen. Der Innengarten im Erdgeschoss, der Platanenhof, ist während der Bürozeiten öffentlich zugänglich. Die Garagen wurden teilweise durch Sitzungssäle ersetzt, sie wurden aber auch rundum erweitert, so dass keine Parkplätze verloren gingen. Besucher der Koninklijke Schouwburg können einen Teil dieser Garage nutzen. Einige Parkplätze werden an Anwohner vermietet.

### Ehemaliger Justizpalast
Der ehemalige Palast von Prinz Friedrich, dem Bruder von König Wilhelm II., wurde von Charles Vander Straeten, dem leitenden Architekten der Regierung für die Landhäuser in Brüssel, und seinem Haager Assistenten Adriaan Noordendorp entworfen. Der Staat kaufte den Palast und das dazugehörige Land im Jahr 1900, um den Justizpalast zu beherbergen; dahinter wurde nach einem Entwurf des leitenden Ingenieurs-Architekten für Gefängnisse und Gerichtsgebäude, Willem Metzelaar, ein Gefängnisgebäude (huis van bewaring) gebaut. Bis zum Bombardement 1945 hatte das Gefängnis die Hausnummer 11.